# Батуринський історико-краєзнавчий музей
Бату́ринський істо́рико-краєзна́вчий музе́й — музей, відкритий 1975 року як філія Чернігівського історичного музею у будинку Кочубея — пам'ятці архітектури XVII—XVIII ст. Діяв до 1993 року, коли його було реорганізовано в Батуринський державний історико-культурний заповідник «Гетьманська столиця».
Першим завідувачем Батуринського музею у 1975 р. став батуринець  Віктор Никифорович Галайба, художник-тесля за фахом. Під його керівництвом було сформовано штат, до якого увійшли науковий співробітник Руфіна Опанасівна Жучкова, музейні доглядачі Надія Іванівна Гайдамака та Євгенія Олександрівна Кодакова, кочегар Ольга Захарівна Шеремет. Основним завданням співробітників було формування фондової колекції для подальшого створення експозиції. Багато стендів та іншої музейної наочності було зроблено руками першого директора з підручних матеріалів. При музеї було створено фотогурток, учасники якого в основному займалися фотозйомкою об’єктів Батурина. 
Упродовж першого року роботи музей відвідало 3700 осіб, а потім з кожним роком кількість відвідувачів зростала, збільшувалася й кількість експонатів.
З жовтня 1975 року обов'язки завідувача музею тимчасово поклали на наукового співробітника Р. О. Жучкову.
З 1 серпня 1976 р. посаду завідувача музею обійняв уродженець м. Саранська Валентин Сергійович Крайнов. Основним
напрямком діяльності колективу під керівництвом Крайнова було збирання матеріалів про стосунки гетьмана І.Мазепи та доньки Кочубеїв, Мотрі, а також фотографування старих батуринських осель. Пропрацювавши в Батурині рік, 18 серпня 1977 р. В. С. Крайнов  звільнився та повернувся на Батьківщину. Через 27 років у Росії він видав книгу «Матрена Васильевна Кочубей: мифы и реальность».
Після звільнення В. С. Крайнова завідувачем музею стала Руфіна Опанасівна Жучкова. На цій посаді вона пропрацювала до 15 вересня 1994 р. 
Основний фонд музею на кінець 1980-х нараховував понад 2 тис. речових і писемних пам'яток історії та культури. Експозиція розміщувалася в трьох залах і відтворювала історію селища з дореволюційних часів до Другої світової війни. Окрема зала була присвячена діяльності українського вченого-бджоляра П. І. Прокоповича.
Для популяризації та залучення більшої кількості відвідувачів співробітники відвідували місцеві організації, де читали лекції на різноматітну історичну тематику. Налагодили тісний зв'язок з школами Бахмацького району. Для учнів Батуринської школи у музеї проводились відкриті уроки з історії рідного краю. Значна увага приділялась комплектуванню фондової колекції. Співробітники постійно здійснювали науково-етнографічні експедиції до населених пунктів батуринського краю. Історичне минуле Батурина, зібрана фондова колекція закладу та плідна праця його співробітників сприяли створенню заповідника.
Постановою Кабінету Міністрів від 14 червня 1993 р. № 445 було створено Батуринський державний історико-культурний заповідник «Гетьманська столиця».